# Инге Отт
Инге Отт (литературный псевдоним, настоящие имя и фамилия — Инге Хедвиг Хёбель) (нем. Inge Ott; 13 июня 1922, Лар (Шварцвальд) земли Баден-Вюртемберг, Германии - ноябрь 2023) — немецкая писательница.

## Биография
Получила специальность медсестры . С 1941 изучала архитектуру в Дрезденской Академии изящных искусств.

## Творчество
Дебютировала в 1964 году. Автор книг для детей и юношества, многих исторических романов.
Учитывая знание архитектуры, в своих произведениях часто описывает сооружения готических соборов архитекторами Ордена тамлиеров и описывает участие архитекторов Ордена в их строительстве.
Пишет, что тамплиеры либо были вдохновителями идеи сооружения готических соборов, либо сами строили готические соборы, либо ссужали деньги на их постройку.

## Избранная библиография
- Das Mäxchen und die Karolin, 1964
- Fledermäuse und Pommes Frites oder: Ich koche für Papa, 1965
- Sag ja oder nein …, 1966
- Auf nach Homuleila, 1970
- Heimweg ohne Emma, 1971
- Geier über dem Montségur, 1973
- Der Cid, 1975
- Andy und der Darfdochalles, 1978
- Kalevala, 1978
- Der stumme Wächter, 1989
- Das Geheimnis der Tempelritter, 1990
- Der Reiter und das Mädchen, 1991
- Rosenhold und Lilienfein, 1993
- Turm am Wasser, 1993
- Verrat!, 1993
- Die gläserne Brücke, 1995
- Die drei goldenen Schuppen, 1996
- Freiheit!, 1996
- Im Schatten des goldenen Adlers, 1997
- Der erhöhte Großvater, 2007
- Der Fuchs oder Ein Pelz von Hürlimann, 2007
- Rosi oder Heimkehr in meine Stadt, 2007
- Traum vom Haus, 2007.

На русском выходили её романы «Тайна рыцарей тамплиеров», «Рядом с сокровищами тамплиеров» и другие.